# Beate Koch (Leichtathletin)
Beate Koch (* 18. August 1967 in Jena) ist eine ehemalige deutsche Leichtathletin, die – für die DDR startend – bei den Olympischen Spielen 1988 in Seoul die Bronzemedaille im Speerwurf mit 67,30 m gewann (67,30 - 65,66 - 66,48 - 62,04 - 65,64 - 66,02).
Beate Koch startete für den SC Motor Jena und trainierte bei Karl Hellmann. Die Qualifikation für die Olympiamannschaft der DDR hatte sie durch einen überraschenden Leistungssprung erreicht: Innerhalb der Wettkampfsaison 1988 verbesserte sie ihre persönliche Bestleistung um 11 Meter – von 57,78 m auf 68,80 m – und wurde Dritte bei den DDR-Meisterschaften. Nach dem Ende der DDR wechselte sie zum LAC Quelle Fürth, konnte aber an ihre früheren Erfolge nicht mehr anknüpfen.
In ihrer aktiven Zeit war Beate Koch 1,81 m groß und wog 75 kg. Für ihren sportlichen Erfolg bei den Olympischen Spielen in Seoul 1988 wurde sie mit dem Vaterländischen Verdienstorden in Bronze ausgezeichnet.